# Roswitha März
Roswitha März, geb. Klaus (* 15. Oktober 1940 in Warnsdorf) ist eine deutsche Mathematikerin und Professorin für Numerische Mathematik.

## Leben
März studierte von 1960 bis 1965 Mathematik an der Staatlichen Schdanow-Universität in Leningrad, jetzt Staatliche Universität St. Petersburg in der Russischen Föderation, u. a. bei Gleb Pawlowitsch Akilow, Solomon Grigorjewitsch Michlin und Ivan P. Mysovskich. Die Leningrader Schule der funktionalanalytisch geprägten Angewandten Mathematik und Numerischen Mathematik beeinflusste die Arbeitsweise und Interessen von März nachhaltig. März diplomierte 1965 bei Valerii Y. Rivkind, einem Schüler von Olga Alexandrowna Ladyschenskaja, mit einer Arbeit über die numerische Lösung singulärer partieller Differentialgleichungen.
Von 1966 bis 1970 war März wissenschaftliche Mitarbeiterin am Rechenzentrum der Humboldt-Universität zu Berlin (HUB) bei Gunter Schwarze und Manfred Peschel, wo sie Regelungstheorie, Systemanalyse und Operatorenrechnung bearbeitete. In dieser Zeit wurde März 1970 als Externa an der für die Numerische Mathematik prominentesten Hochschule der DDR, der Technischen Hochschule Karl-Marx-Stadt bei Frieder Kuhnert mit einer Dissertation über numerische Approximation durch Exponentialfunktionen zum Dr. rer. nat. promoviert.
Ab 1970 bis 1974 war März Oberassistentin am Bereich Mathematische Kybernetik und Rechentechnik der Sektion Mathematik der Humboldt-Universität zu Berlin, wo ihr 1972 die Facultas Docendi für Mathematische Kybernetik und Rechentechnik erteilt wurde. Sie bearbeitete Probleme der optimalen Steuerung und der numerischen Behandlung von Differentialgleichungen. 1974 wurde März auf eine Dozentur für Numerische Mathematik an der Humboldt-Universität Berlin berufen und wechselte damit in den neu eingerichteten Bereich Numerische Mathematik an der HUB. Von 1976 bis 1986 war sie dessen Leiterin. 1978 erwarb März mit einer Abhandlung über parametrische Interpolationsmethoden als Externa an der Technischen Hochschule Karl-Marx-Stadt den akademischen Grad Dr. sc. nat. (Promotion (B)). Sie war damit die erste Frau auf dieser der Habilitation vergleichbaren akademischen Stufe in Numerischer Mathematik in Deutschland.
1980 war März zugleich die erste Frau in Deutschland, die einen Ruf auf eine ordentliche Professur für Numerische Mathematik erhielt. Sie wirkte ab 1980 als Ordentliche Professorin für Numerische Mathematik an der Humboldt-Universität zu Berlin, ab 1992 ebenda als Universitätsprofessorin für Mathematik/Numerik. Sie nahm daneben Gastprofessuren und Forschungsaufenthalte u. a. in Caracas, Kaiserslautern, Hamburg, Leningrad, Warschau, Budapest und Moskau wahr.
Angeregt durch eine Begegnung mit John C. Butcher, widmete sich März ab 1981 weitgehend dem Studium von impliziten gewöhnlichen Differentialgleichungen, speziell differential-algebraischen Gleichungen. Gemeinsam mit Mitarbeitern und Studenten ihrer Arbeitsgruppe sowie auswärtigen Kollegen erarbeitete März Grundlegendes zur Analyse und numerischen Behandlung von differential-algebraischen Gleichungen, u. a. die Theorie der projektor-basierten Analyse nebst Traktabilitätsindex und Regularitätsgebieten, vollständige Entkopplungen regulärer linearer differential-algebraischer Gleichungen, eine Charakterisierung differential-algebraischen Operatoren in natürlichen Funktionenräumen und Fehleranalysen zu numerischen Verfahren. Zu ihren Koautoren gehören u. a. Eberhard Griepentrog, René Lamour, Caren Tischendorf, Michael Hanke, Katalin Balla, Galina A. Kurina, Ricardo Riaza, Vu Hoang Linh, Inmaculada Higueras und Ewa B. Weinmüller.
1988 wurde März zum Korrespondierenden Mitglied der Akademie der Wissenschaften der DDR (AdW) gewählt. Sie gehörte der Klasse Informatik/Kybernetik/Automatisierung der Gelehrtengesellschaft der AdW an. 1993 war sie eines der Gründungsmitglieder der Leibniz-Sozietät der Wissenschaften zu Berlin.
März war von 1985 bis 1990 Mitglied des Wissenschaftlichen Beirats "Mathematik" beim Ministerium für Hoch- und Fachschulwesen (MHF), ab 1988 Stellvertreterin des Beiratsvorsitzenden. Ab 1993 wirkte sie für zwei Programme als Mitglied des Gutachterausschusses „Mathematik“ beim Bundesministerium für Bildung und Forschung (BMBF).
1990 und 1991 wurde März zur Direktorin der Sektion Mathematik und auch zur Dekanin des Fachbereichs Mathematik der HUB gewählt. Aus Protest gegen die Einschränkung ihrer Mitbestimmungsrechte durch das Gesetz zur Ergänzung des Berliner Hochschulgesetzes vom 18. Juli 1991 legte sie 1991 dieses Amt nieder.
März hat sich in verschiedenen Gremien intensiv für Chancengleichheit von Frauen und Männern in der Wissenschaft engagiert. Sie war u. a. von 1994 bis 1997 Gründungsvorsitzende des Deutschen Hochschullehrerinnenbundes (DHB), einer bundesweiten Organisation zur Förderung der Chancengleichheit von Frauen und Männern an wissenschaftlichen Einrichtungen. Im November 1995 fand auf ihre Initiative im Mathematischen Forschungsinstitut Oberwolfach erstmals ein regulärer Workshop mit ausgeglichener Anzahl von Frauen und Männern bei Teilnehmenden und Vortragenden statt.

## Veröffentlichungen (Auswahl)
- R. Merc[3] und V. Ja. Rivkind: Use of Finite Differences for the Solution of Degenerate Elliptic and Parabolic Equations. In: Soviet Math. Dokl. Band 8, Nr. 1, 1967 (Übersetzung der russischen Version in Dokl. Akad. Nauk SSSR. Band 172, Nr. 4, 1967).
- mit E. Griepentrog: Differential-Algebraic Equations and Their Numerical Treatment. Teubner-Texte zur Mathematik, Band 88, Teubner, Leipzig 1986, ISBN 3-322-00343-4.
- mit R. Lamour und C. Tischendorf: Differential-Algebraic Equations: A Projector Based Analysis. Springer 2013, ISBN 978-3-642-27554-8.